# Β区
贝塔区（英語：Beta Regio）是金星上被称为火山隆起的区域，测得的范围约为3000公里，构成了金星上以北纬25.3°、东径N282.8°为中心的突起高地；也是金星上三個不以女神或女性命名的表面特徵之一(麦克斯韦尔山脉、阿尔法区)，平均高度高出金星地表5000公尺。
該地形於1964年由迪克·戈尔茨坦发现並命名，1976年至1979年間獲得國際天文學聯合會承認，金星10號和金星11號曾在此著陸，並傳回地表的照片。
贝塔区被一条雷达反射高亮的南北向沟槽-德瓦纳峡谷切割。它的北边是瑞亚火山，南端是忒伊亚火山。